# بیل شوستر
بیل شوستر (به انگلیسی: Bill Shuster) زاده ۱۰ ژانویهٔ ۱۹۶۱ نمایندهٔ حوزه انتخابیه نهم پنسیلوانیا از حزب جمهوری‌خواه ایالات متحده آمریکا در مجلس نمایندگان ایالات متحده آمریکا است که برای نخستین‌بار در ۱۵ مه ۲۰۰۱ میلادی به‌عضویت این مجلس درآمد.